# Izlasci
Izlasci (en serbe cyrillique : Изласци) est un village du centre du Monténégro, dans la municipalité de Kolašin.

## Démographie

### Évolution historique de la population
| 1948 | 1953 | 1961 | 1971 | 1981 | 1991 | 2003 |
| ---- | ---- | ---- | ---- | ---- | ---- | ---- |
| 70   | 68   | 39   | 24   | 21   | 2    | 33   |